# バッハアルプゼー

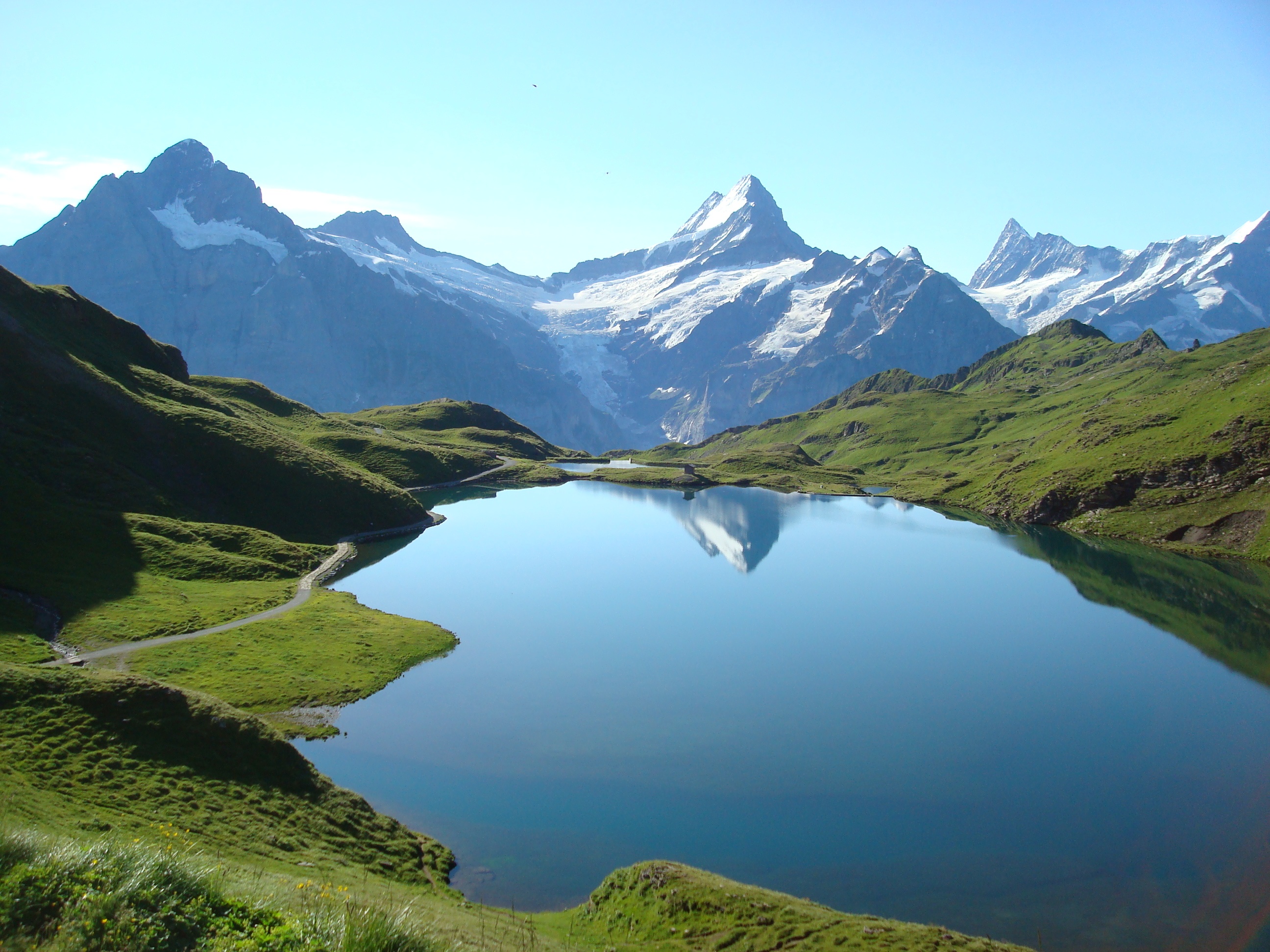
水面にはシュレックホルン（Schrekhorn）が映っている

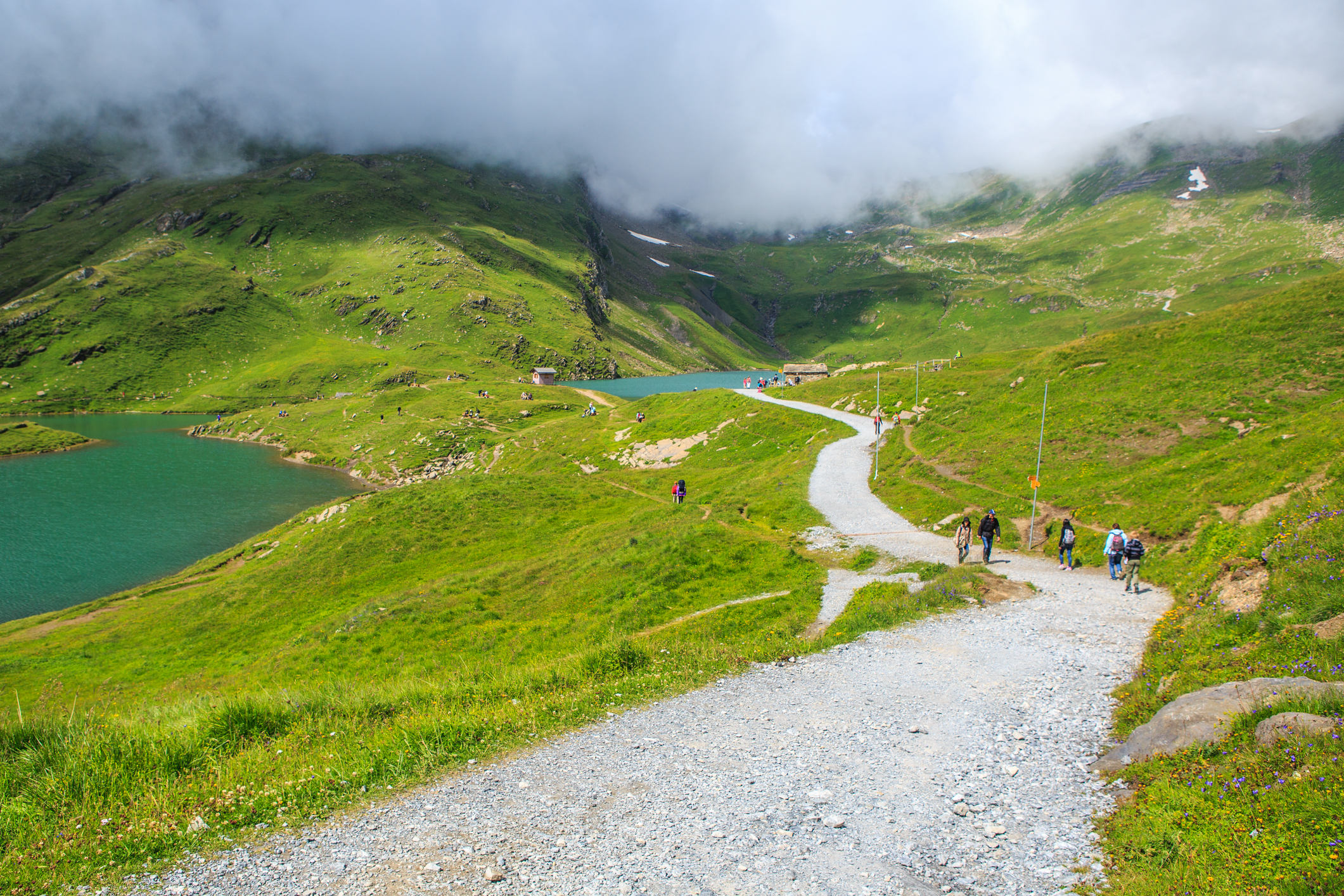
フィルストからの徒歩行で、最後の行程

バッハアルプゼー (Bachalpsee) は、スイス、ベルン州、ベルナーオーバーラント地方にある山上湖である。バッハゼー (Bachsee) とも呼ばれる。ユングフラウ地方を代表する山岳リゾート地、グリンデルワルトからゴンドラを利用してフィルストに上がり、そこから徒歩約50分の地点に位置する。ドイツ語でゼーは湖を意味するため、バッハアルプ湖、またはバッハ湖とも表記される。土砂の堆積により、湖は二つに分かれている。
湖の標高は2,265mで、グリンデルワルトの谷を隔ててヴェッターホルン Wetterhorn、シュレックホルン Schrekhorn、フィンスターアールホルン Finsteraarhornなど、ベルナーアルプスの山岳景観が広がる。
フィルストからのハイキングコースは高低差が比較的少なく、人気のハイキングコースとなっている。バッハアルプゼーからファウルホルンを経由し、シーニゲプラッテまで結ぶロングハイキングコースもある。